# 簡葉形軟珊瑚
簡葉形軟珊瑚（学名：Lobophytum pauciflorum）为軟珊瑚科葉形軟珊瑚屬下的一个种。

## 扩展阅读
- 維基物種上的相關：簡葉形軟珊瑚